# Marian Damaschin
Marian Damaschin (Urziceni, 1º maggio 1965) è un ex calciatore rumeno, di ruolo attaccante.

## Palmarès

### Club
- Campionato rumeno: 1

Dinamo Bucarest: 1989-1990
- Coppa di Romania: 2

Dinamo Bucarest: 1985-1986, 1989-1990
- Supercoppa dei Paesi Bassi: 1

Feyenoord: 1991
- Coppa dei Paesi Bassi: 1

Feyenoord: 1991-1992